# Наумов, Павел Семёнович
Па́вел Семёнович Нау́мов (18 декабря 1884, с. Казацкое, Черниговская губерния, Российская империя — 1 или 2 февраля, 1942, Ленинград, СССР), известный также под псевдонимом Засту́пец, — русский и советский живописец, график, художник театра, педагог, профессор Академии художеств СССР.

## Биография

### Учёба
Павел Наумов родился 18 декабря 1884 года в селе Казацкое Черниговской губернии (ныне — Черниговская область, Украина). С 13 лет обучался в мастерской М. Ф. Буда в Нежине, позднее — в частной Киевской рисовальной школе Н. И. Mурашко, а затем — в Киевском художественном училище.
В 1904 году поступил вольнослушателем в Высшее художественное училище при Императорской Академии художеств в Санкт-Петербурге и, окончив её в 1911 году по мастерской Дмитрия Кардовского, получил звание художника за картину «Ревекка и Елизар».

### Творческая деятельность
Проживая в Петербурге, Наумов писал натюрморты, пейзажи, картины на мифологические и библейские сюжеты. С 1911 по 1914 годы по эскизам Николая Рериха расписывал храм Святого Духа в селе Талашкино под Смоленском. В 1912 году  совместно с другими художниками оформлял декорации к спектаклю «Пер Гюнт» для Московского художественного театра. 
П. С. Наумов выставлялся с 1901 года. Участвовал в выставках объединений: «Венок» (1908, 1910), «Союз русских художников» (1909, 1915), «Мир искусства» (1909), «Золотое руно» (1909—1910), «Союз молодёжи» (1910), «Общество художников-индивидуалистов» (1921), «Община художников» (1921—1925), «Шестнадцать» (1924—1927), «АХР» (1928).
До настоящего времени сохранилось очень мало его картин, и хранятся они, в основном, в частных коллекциях.

### Преподавательская деятельность
В 1911—1916 годах преподавал в Рисовальной школе Общества поощрения художеств в Петербурге — Петрограде, в 1921—1923 годах и с 1926 по 1942 год преподавал в ленинградском Институте живописи, скульптуры и архитектуры, с 1932 года был заведующим факультета живописи, с 1934 года — заведующий кафедрой живописи.

### Смерть
Погиб Павел Наумов 1 или 2 февраля 1942 года в Ленинграде во время блокады города. Был похоронен в братской могиле профессоров Академии художеств на острове Декабристов.

## Галерея работ

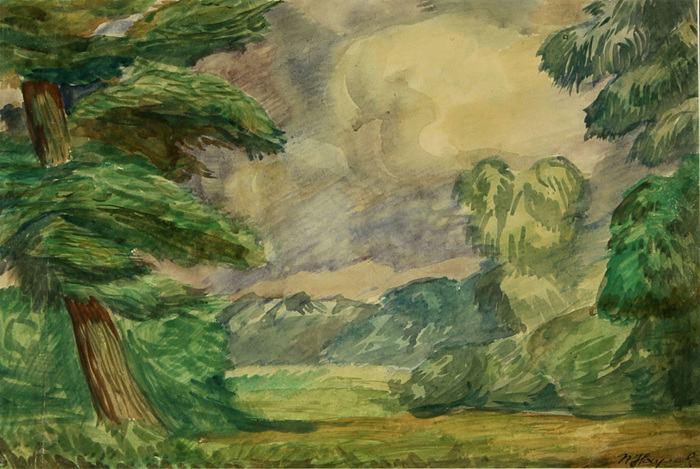
Лесной пейзаж, 1899
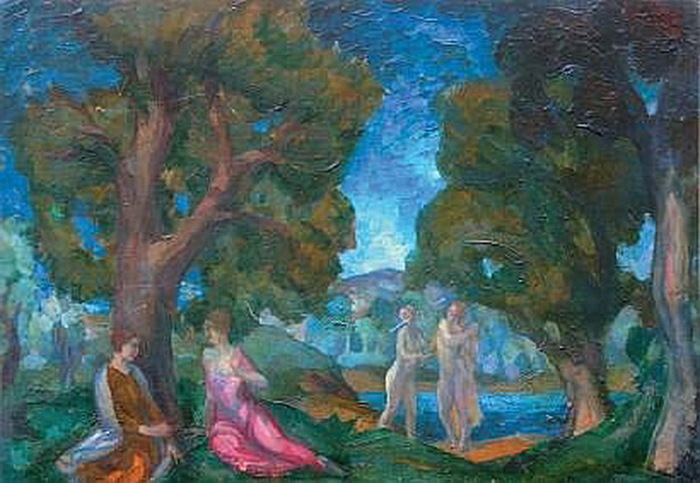
Пейзаж с купальщицами, 1908
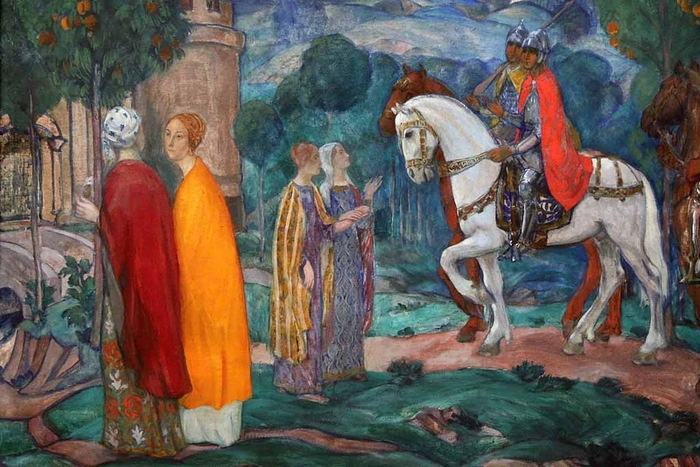
Встреча, 1913
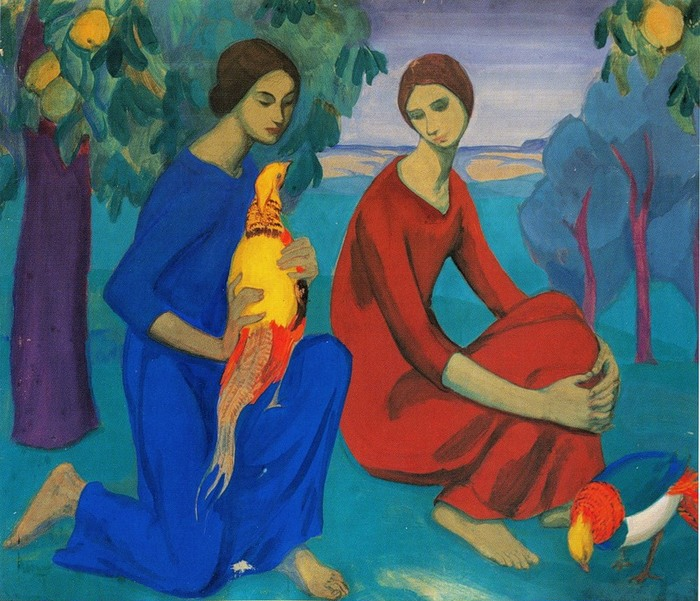
Девушки с фазанами, 1914